# 문용선
문용선(文容宣, 1958년 ~)은 서울북부지방법원 법원장을 역임한 대한민국의 법관이다.

## 생애
1958년 전라북도 김제시에서 태어난 문용선은 남성고등학교와 서울대학교 법학과를 졸업하고 제25회 사법시험에 합격했다. 제15기 사법연수원과 군 법무관을 마치고 1986년 서울민사지방법원 판사에 임용되어 광주지방법원, 서울지방법원 서부지원, 서울가정법원, 서울지방법원 동부지원 판사와 사법연수원 교수에 재직하다가 2000년 7월에 전주지방법원 군산지원 부장판사에 임명되었다. 이후 서울남부지방법원으로 전보되어 부장판사를 하다가 대법원 재판연구관으로 재직할 때를 제외하고 서울중앙지방법원, 광주고등법원, 서울고등법원에서 부장판사로서 재판장을 하였다.
2015년 2월에 법원장으로 승진하여 서울북부지방법원에서 법원장으로 재직하였으나 2년 후에 다시 서울고등법원 재판 업무에 복귀하였다.
문용선은 최태원 SK그룹 회장 등에 대한 재판에서  최재원 부회장이 SK 계열사 펀드 출자금 중 450억원을 김원홍에게 불법송금하도록 지시한 게 자신이라고 거짓 자백한 경위를 물으면서 "조직폭력배 두목이 자기는 빠지려고 '네가 가서 나 대신했다고 해라'고 시킬 때도 두목이나 본인이 그런 일을 한 적이 없다면 그렇게 말할 수 없다"고 말했다.
2019년 6월 13일, 서울고법 행정3부 문용선 부장판사는 참여연대가 임종헌 전 차장의 컴퓨터에서 찾은 재판 개입 문건에 대해 국민의 알권리를 위해 공개하라고 낸 소송에서 공개하라는 1심을 뒤집고, 공개하지 말라고 판결을 내다. 문 판사는 사법농단 당시 연루된 현직판사 66명 중의 한 명으로 판사가 자기의 이해관계와 관련이 있는 재판을 스스로 하고 있다고 비난 받고 있다. 

## 주요 판결
- 서울중앙지방법원 형사합의23부 재판장으로 재직하던 2007년에 인혁당 사건에 대해 재심에서 무죄를 선고했다.[2]
- 서울고등법원 형사4부 재판장으로 재직하던 2012년 7월에 저축은행에서 불법 정치자금을 받은 혐의로 기소된 이상득 전 의원과 정두언 의원에 대한 항소심에서 일부 공소사실을 무죄로 인정하고 각각 징역 1년2월과 징역 10월로 감형했다. 2013년 4월 5일에 살인 혐의 등으로 기소된 피고인에게 "피고인의 주장대로 피해자가 낙지에 의해 질식했을 가능성을 배제할 수 없으며, 보험금을 타내기 위해 범행을 저질렀다는 동기 부분도 충분히 증명되지 않았다"며 무기징역을 선고했던 1심을 깨고, 승용차 안의 지갑을 훔친 혐의 등 일부만 유죄로 판단해 징역 1년6월을 선고했다.